# Hyperacrius wynnei
Hyperacrius wynnei är en däggdjursart som först beskrevs av Blanford 1881.  Hyperacrius wynnei ingår i släktet Hyperacrius och familjen hamsterartade gnagare. IUCN kategoriserar arten globalt som livskraftig. Inga underarter finns listade i Catalogue of Life.
Artepitet i det vetenskapliga namnet hedrar Arthur Beavor Wynne som var aktiv i Indiens administrativa ledning.
Arten når en kroppslängd (huvud och bål) av 100 till 138 mm, en svanslängd av 34 till 45 mm och en vikt av 55 till 60 g. Med sina korta öron påminner arten om en mullvad i utseende. Den har mörkbrun till svartbrun päls på ovansidan och grå päls på undersidan som kan ha ockra nyanser. Vid den gråbruna svansen är undersidan bara lite ljusare. Hyperacrius wynnei har ett robust kranium.
Denna gnagare skapar underjordiska tunnelsystem. Mellan juli och september när växtligheten är tätare lämnar exemplaren ofta boet för att gnaga av växtdelar som flyttas till boet. Typiska växter som äts är Rumex nepalensis, Senecio chrysanthemoides, ängsgröe, arter av gemsrotssläktet och potatis. Under den kalla årstiden ingår växter av olvonsläktet i födan. Boet har tunnlar som ligger tät under markytan och gångar som ligger upp till 35 centimeter djup. Sovrummet fodras med gräs. Antagligen kan honor föda ungar under alla årstider. Per kull föds upp till fyra ungar och under vintern oftast endast en unge.
Denna gnagare förekommer i norra Pakistan och i angränsande områden av Indien. Den vistas i regioner som ligger 1800 till 3000 meter över havet. Habitatet utgörs av öppna tempererade skogar med gräs som undervegetation. Individer är aktiva på natten och äter främst växtdelar.